# Duché
Pour les articles homonymes, voir Duche.
Un duché (en latin : ducatus) désignait à son origine le ressort de commandement d'un duc (en latin : dux, ducis) ou chef militaire. Quand « duc », qui était une fonction de commandement dans l'Empire romain, devint un titre de noblesse, le mot duché désigna le territoire auquel ce titre était attaché. Parfois, des duchés ont été élevés à un rang supérieur par l'empereur romain germanique, soit en grand-duché comme le Luxembourg, soit en archiduché (pour l'Autriche).

## Formation des premiers duchés

### Époque romaine
L'origine du titre de duc remonte à l'Empire romain. Ce n’est qu’à partir du IIIe siècle que le titre de dux (duc) devint officiellement un rang précis dans la hiérarchie romaine, le mot ayant eu auparavant le sens de guide ou de chef militaire. Les réformes militaires de Dioclétien et Constantin affectèrent alors la défense des frontières à des milices locales de faible valeur et commandées par des duces. Leurs responsabilités pouvaient dépasser le territoire d’une seule province et se révéler parfois assez étendues. Quand l’administration civile et l’administration militaire furent séparées aux IVe et Ve siècles, le dux, responsable de la défense des provinces frontalières, gagna en importance, ajoutant au sein d’un territoire fort étendu des compétences civiles et juridiques à ses tâches militaires. Le titre de dux (duc) devint alors plus important que celui de comes (comte), d'autant que c’est à la même époque qu’apparaît le comes civitatis, qui lui aussi réunit des compétences militaires et juridico-administratives, mais sur un plan plus local,.

### Époque franque
À l'époque franque sont constitués de grands commandements qualifiés de duché. L'invasion des Barbares permit en effet à la plupart des duces de se rendre indépendants dans leurs gouvernements ; puis, des chefs barbares reçurent cette charge des autorités romaines, et se la transmirent après la dissolution de l'Empire en Occident. À partir des VIe et VIIe siècles, le duc est le maître de toute une région, sinon d’un peuple et joue un rôle capital dans la structuration du royaume franc. Tels furent les duchés des Bavarois et des Alamans. 
Le duc est assimilable à une sorte de gouverneur général. Il exerce, au nom du souverain, des pouvoirs de nature militaire et judiciaire sur un ensemble de comtés. Ainsi, le « duché du Mans » (Ducatus Cenomannicus ou Cenomannensis) couvre 12 comtés situés entre la Seine et la Loire. Le nombre des ducs à l'époque mérovingienne a pu être assez élevé ; pour la seule armée qui en 590 marche contre les Lombards, on mentionne vingt duces et l’exercitus Burgundionum lancé par Dagobert Ier contre les Gascons en compte dix, dont les noms et nationalités sont connus.

## Les duchés en Europe

### Dans le Saint-Empire romain germanique
Au Xe siècle, sous les Ottoniens, l'empire est divisé en cinq duchés : le duché de Lotharingie, issu du royaume de Lothaire II et quatre duchés nationaux, qui représentent chacun une nation germanique :
- Le duché de Saxe (les Saxons) ;
- Le duché de Franconie (les Francs) ;
- Le duché de Souabe (les Alamans) ;
- Le duché de Bavière (les Bavarois).

En 977, le duché de Lotharingie est scindé en un duché de Haute-Lotharingie (qui devindra le duché de Lorraine) et un duché de Basse-Lotharingie. En 1101, le comte de Limbourg Henri Ier est investi du duché de Basse-Lotharingie. En 1106, il lui est retiré. Lui et ses successeurs continueront cependant à s'intituler duc. C'est ainsi qu'est apparu le duché de Limbourg.
En 1011, la marche de Carinthie est érigée en duché. 
En 1041, le duché de Bohême devient un fief de l'empire. En 1156, le margraviat d'Autriche est érigé en duché d'Autriche. 
En 1180, la disgrâce de Henri le Lion eut pour conséquence de détacher de son duché de Bavière un nouveau duché de Styrie et de son duché de Saxe un nouveau duché allemand de Poméranie, ainsi qu'un duché de Westphalie. Un duché de Saxe persiste, mais son territoire n'est qu'une petite fraction de l'ancien État. Ce duché est donné au comte d'Anhalt Bernard. 
En 1190, l'autorité duc de Basse-Lotharingie est officiellement limitée au Brabant. On parlera donc désormais des ducs de Brabant.
En 1235, constitution d'un duché de Brunswick-Lunebourg.
En 1260, le duché de Saxe est divisé en deux duchés : Saxe-Lauenbourg et Saxe-Wittemberg.
En 1339, le comté de Gueldre est érigé en duché.
En 1347, le Mecklembourg est érigé en duché. Ce duché sera plus tard divisé en différents duchés : Mecklembourg-Schwerin, Mecklembourg-Güstrow, Mecklembourg-Strelitz. En 1354, le comté de Bar est érigé en duché. Il en est de même pour le comté de Luxembourg en 1355, le comté de Juliers en 1356, le comté de Berg en 1380 et le comté de Clèves en 1417.
En 1422, le duché de Saxe-Wittemberg, le margraviat de Misnie et la Thuringe sont réunis dans un nouveau duché de Saxe. Ce duché sera par la suite divisé en de nombreux duchés : Saxe-Eisenach, Saxe-Cobourg, Saxe-Weimar, Saxe-Gotha, Saxe-Cobourg-Eisenach, Saxe-Altenbourg, etc.
En 1474, le comté de Holstein est érigé en duché. Il en est de même pour le comté de Wurtemberg en 1495.
En 1505, le duché de Palatinat-Neubourg est créé.
En 1644, la principauté d'Aremberg est érigée en duché.
En 1774, le comté d'Oldenbourg est érigé en duché.
En 1806, création par Napoléon Ier des duchés de Nassau, d'Anhalt-Bernbourg, d'Anhalt-Dessau et d'Anhalt-Köthen.

### En Angleterre
Il n'y avait pas de duché à l'époque des rois saxons, mais seulement des comtés (shires) tenu par des comtes (earls). Les premiers duchés anglais apparaissent à l'époque des rois Plantagenêt.
Le prince de Galles est titulaire du duché de Cornouailles.

### En France
En France, les principales marches et territoires commandés par des ducs ont formé à l'époque carolingienne des duchés. Ce sont devenus des fiefs, tenus du roi dans le courant du IXe siècle, mais les ducs ont pris de plus en plus d'indépendance au cours du Xe siècle. 
En 987, lorsque Louis V meurt, il n'a en main aucun duché de son royaume. Son successeur fut le duc des Francs, Hugues Capet, à qui les ducs et les comtes rendirent l'hommage féodal après l'avoir élu.
Au XIe siècle, les duchés français sont :
- le duché d'Aquitaine (plus tard duché de Guyenne)
- le duché de Bourgogne
- le duché de France
- le duché de Normandie

Parmi ces duchés, certains étaient des pairies ou duchés-pairies.
À partir du XIVe siècle, des comtés vont être élevés au rang de duchés pour être donnés en apanage à des fils de France, tels :
- le duché d'Alençon
- le duché d'Anjou
- le duché de Berry
- le duché de Bourbonnais
- le duché d'Orléans
- le duché de Valois

Au XVIIIe siècle est apparue la notion de duché titulaire, c'est-à-dire que le titre ducal était donné à un prince, sans qu'il jouisse du domaine et fief correspondant.
Avec l'apparition des titres de noblesse, au XVIe siècle, des comtés et des seigneuries ont également été érigés en duchés pour des particuliers, fidèles serviteurs du roi de France. La plus ancienne de ces terres, dont le titre est actuellement porté, était celle du duché d'Uzès.
Depuis le XVIIe siècle, un grand nombre de terres françaises a été élevé au rang ducal. Tous les duchés français, au sens territorial du terme, ont disparu en 1789, à l'exception du duché de Normandie, dont la partie insulaire (les îles Anglo-Normandes) relève encore aujourd'hui de la couronne britannique et dont le duc est Charles III.
Notez que le duché de Lorraine et le duché de Bar ainsi que le duché de Savoie ne sont devenus français qu'en 1766 pour les deux premiers et en 1860 pour le dernier. Les membres de ces familles résidant à la cour de France étaient considérés comme appartenant à des maisons souveraines étrangères.

### En Italie
Quand les Lombards conquirent l'Italie, ils la divisèrent administrativement en duchés. L'Italie du Nord était divisée en plusieurs duchés (Frioul, Ceneda, Trévise, Vicence, Vérone, Trente, Parme, Persiceto, Reggio, Plaisance, Brescia, Bergame, San Giulio, Pavie, Turin, Asti, Tuscie, Milan et Ivrée), qui furent supprimés au moment de la conquête franque en 774 ou transformés en comtés, selon l'usage carolingien. 
Dans l'Italie du Sud les Langobards avaient, au contraire, fondé seulement deux duchés, mais bien étendus: le Duché de Spolète et le Duché de Bénévent. Ce dernier fut conquis par les Normands en 1053, le premier fut annexé par les États de l'Église en 1198. 
Au VIIIe siècle les villes marchandes qui appartenaient à l'Empire byzantin furent organisées en duchés autonomes : il s'agissait du Duché d'Amalfi, du Duché de Sorrente, du Duché de Naples, du Duché de Gaète et surtout du Duché de Venise, la future République. 
À partir de 1395, les majeurs Seigneuries de l'Italie du Nord commencèrent à obtenir le titre ducal de l'Empereur ou du Pape, et ensuite il y eut de plus en plus de duchés, en fait souverains. Les duchés érigés après 1395 furent les suivants : Duché de Milan, Duché de Mantoue, Duché de Parme, Duché de Ferrare ensuite Duché de Modène, Duché de Florence ensuite Grand-duché de Toscane, Duché de Lucques, Duché de Massa et Carrare, Duché d'Urbino, Duché de Camerino, Duché de Castro. Il faut aussi rappeler que le Duché de Savoie avait la souveraineté sur le Piémont. Enfin, les républiques de Venise et de Gênes jouissaient du rang ducal, comme leur chef d'état portait le titre de doge. 
Dans l'Italie du Sud le Pape et les rois de Naples et de Sicile octroyaient le titre de duc comme titre de noblesse de deuxième rang, après celui de prince. 
- Duché de Galliera
- Duché de Gênes
- Duché de Sora
- Duché de Bisaccia

### En Pologne
Nommé Księstwo en polonais, ces duchés étaient rattachés (Fiefs) au Royaume de Pologne.  
- Duché de Cracovie
  - Duché de Łęczyca
  - Duché de Sandomierz
  - Duché de Sieradz

- Duché de Grande-Pologne
  - Duché de Poznań
  - Duché de Gniezno
  - Duché de Kalisz

- Duché de Mazovie
  - Duché de Belz
  - Duché de Bydgoszcz
  - Duché de Czersk
  - Duché de Cujavie
  - Duché de Dobrzyń
  - Duché de Gniewkowo
  - Duché d'Inowrocław
  - Duché de Płock
  - Duché de Rawa
  - Duché de Varsovie

- Duché de Poméranie
  - Duché de Barth
  - Duché de Białogarda
  - Duché de Darłowo
  - Duché de Demmin
  - Duché de Gdańsk
  - Duché de Lubiszewo
  - Duché de Poméranie occidentale
  - Duché de Sławno
  - Duché de Słupsk
  - Duché de Stargard
  - Duché de Świecie
  - Duché de Szczecin
  - Duché de Wolgast

- Duché de Silésie
  - Duché d'Auschwitz
  - Duché de Breslau
  - Duché de Brześć
  - Duché de Bytom
  - Duché de Glogau
  - Duché de Krnov
  - Duché de Liegnitz
  - Duché de Münsterberg
  - Duché de Niemodlin
  - Duché de Neisse
  - Duché d'Œls
  - Duché d'Opava
  - Duché d'Opole
  - Duché d'Opole-Ratibor
  - Duché de Pless
  - Duché de Ratibor
  - Duché de Ratibor-Karniów
  - Duché de Ratibor-Opawą
  - Duché de Sagan
  - Duché de Schweidnitz-Jauer
  - Duché de Sievers
  - Duché de Teschen
  - Duché de Zator

- État monastique des chevaliers teutoniques
  - Duché de Prusse